# Château de Satonnay
Le château de Satonnay est situé sur le territoire de la commune de Saint-Maurice-de-Satonnay en Saône-et-Loire, au hameau de Satonnay.

## Histoire
Construit par Philibert de Musy en 1589, il fut pris, à peine terminé, sur les Ligueurs en 1594, par le capitaine de Frontignat (qui faisait partie de l'armée du connétable de Montmorency).

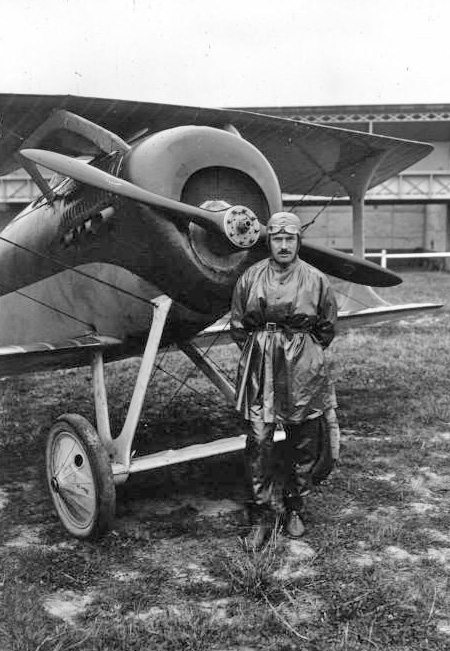
L'as Bernard de Romanet, né au château de Satonnay en 1894.

Au début du XXe siècle, le château appartenait à la famille de Bernard Barny de Romanet, né à Satonnay en 1894, héros de la Grande Guerre (as aux 18 victoires aériennes homologuées), par ailleurs titulaire du record du monde de vitesse en avion en 1920. La famille Barny de Romanet résidait, alternativement, à l'hôtel Senecé de Mâcon et au château de Satonnay (qui avait été acquis au milieu du XIXe siècle par les Veyssières, ancêtres maternels de l'aviateur).
Donné par ses propriétaires en 1956 (avec ses dépendances) aux Hospices civils de Mâcon, le château abrita longtemps une unité de soins spécialisés de l’hôpital de Mâcon (quarante-cinq lits), ainsi qu’un établissement d’hébergement pour personnes âgées dépendantes (EHPAD).

## Architecture
Aujourd'hui remanié, le château se compose de divers bâtiments rangés autour d'une cour décrivant un carré assez irrégulier. 
Cinq tours rondes de construction récente, mais qui ont été refaites exactement sur le plan des anciennes, font saillie autour de cette enceinte. 
On parvient à ces bâtiments après avoir emprunté une allée bordée d'arbres, qui débouche sur une grille d'entrée encadrée par deux lions de pierre sculptés au XVIIIe siècle.